# Микулка, Алоис
Алоис Микулка (чеш. Alois Mikulka; 13 августа 1933, Брно — 27 июня 2024, Брно, Чехия) — чешский художник, скульптор, график, иллюстратор, автор пьес для детей, сказок, стихов и прозы для детей и взрослых.
Во время Второй мировой войны как старший из 4 детей помогал матери по хозяйству, так как отец был заключён нацистами в тюрьму в Германии.
В 1948—1952 гг. учился в Высшей школе искусств и дизайна в Брно. Потом изучал монументальную живопись в студии Яна Желибского в Братиславской высшей школе изобразительных искусств (окончил в 1958 г.).
Жил и работал в Брно. Выставлял свои художественные работы не только в Чехословакии, но и за рубежом (Будапешт, Стокгольм, Болонья, Белград, Франкфурт-на-Майне, Лондон, Таллин, Мехико, Ренн и др.).
Писал сценарии театральных спектаклей для детей, сказки, стихи и рассказы для детей и взрослых.
Иллюстрировал не только свои книги, но и книги других авторов (Франтишека Бартоша, Ярославы Блажковой, Корнея Чуковского, Франтишека Гельнера, Оты Хофмана, Эдварда Лира, Карела Птачника, Ондрея Сляцкого, Анежки Шуловой и др.).
Сотрудничал с журналами и газетами «Младость», «Зорничка» (Братислава), «Матержидушка», «Свободное слово» (приложение «Квитко»), «Седмичка пиониру», «Ровность», «Слуничко», «Моравские новины», «Златый май», «Веда и живот», «Ровёрский кмень» (Либерец), с Чехословацким радио и телевидением.
Заслуженный деятель искусств Чехословакии (1981). Лауреат 4 премий «Золотая лента» (Zlatá stuha) (1996, 1998, 2004, 2006).
Публикация на русском языке:
- Микулка, Алоис. Как мост сбежал. [Рассказ] Пер. с чешского: М. Еленин. Огонёк, 1963, № 1, с. 16.